# 北野恒富
北野 恒富（きたの つねとみ、明治13年〈1880年〉5月5日 / 5月28日 - 昭和22年〈1947年〉5月20日）は、明治から昭和前期にかけての浮世絵師、日本画家、版画家。本名は北野富太郎、夜雨庵とも号した。

## 来歴

### 少年時代から挿絵画家となるまで
石川県金沢市十間町で加賀藩士族・北野嘉左衛門の三男として生まれる。本名は富太郎。少年時代から絵を描くことを好み、家にあった掛け軸の絵などを模写して楽しむ。小学校を卒業した明治25年（1892年）、木版書画の版下製作業者の西田助太郎に入門、技術を研修するかたわら南画を学ぶ。それから何人かの木版画彫刻師の門下を転々としたのち、明治30年（1897年）には彫刻師の中山駒太郎に従って北国新報に入るが「画家は都会にあらねば面白からず」との中山の言葉に刺激を受け都会に出ることを決意、10月には中山に書いてもらった伊勢庄太郎や稲野年恒らへの紹介状を携え大阪へ向けて出発する。
大阪ではまず彫刻師の伊勢庄太郎のもとで働いたのち、明治31年（1898年）4月より月岡芳年門下の稲野年恒に入門した。入門後も彫師としての仕事が続くが、明治32年（1899年）には嫌気がさして彫刻道具を橋上から投げ捨てたという。同年11月には月刊新聞「新日本」の小説挿絵を描き、挿絵画家としてのデビューを果たした。この時期には仕事をこなすかたわら洋画の画法の研究にもいそしみ、当時、尾崎紅葉の『金色夜叉』や小杉天外の『魔風恋風』の挿絵を担当して人気を博していた挿絵画家・梶田半古の作品にも触発され、後年の画風の素地が形成されていった。また同時期に野田九浦の知遇も得たが、北野を彼に紹介した信近春城は大阪画壇の組織化を早くから試みていた人物であり、後年北野がとった同様の行動には彼からの影響が窺える。明治34年（1901年）には藤村歌と結婚し、同年10月に大阪新報社に入社、小説挿絵担当となり、翌明治35年（1902年）には長男顕雄が誕生する。顕雄は長じて日本画家の北野以悦となった。

### 人気画家となる

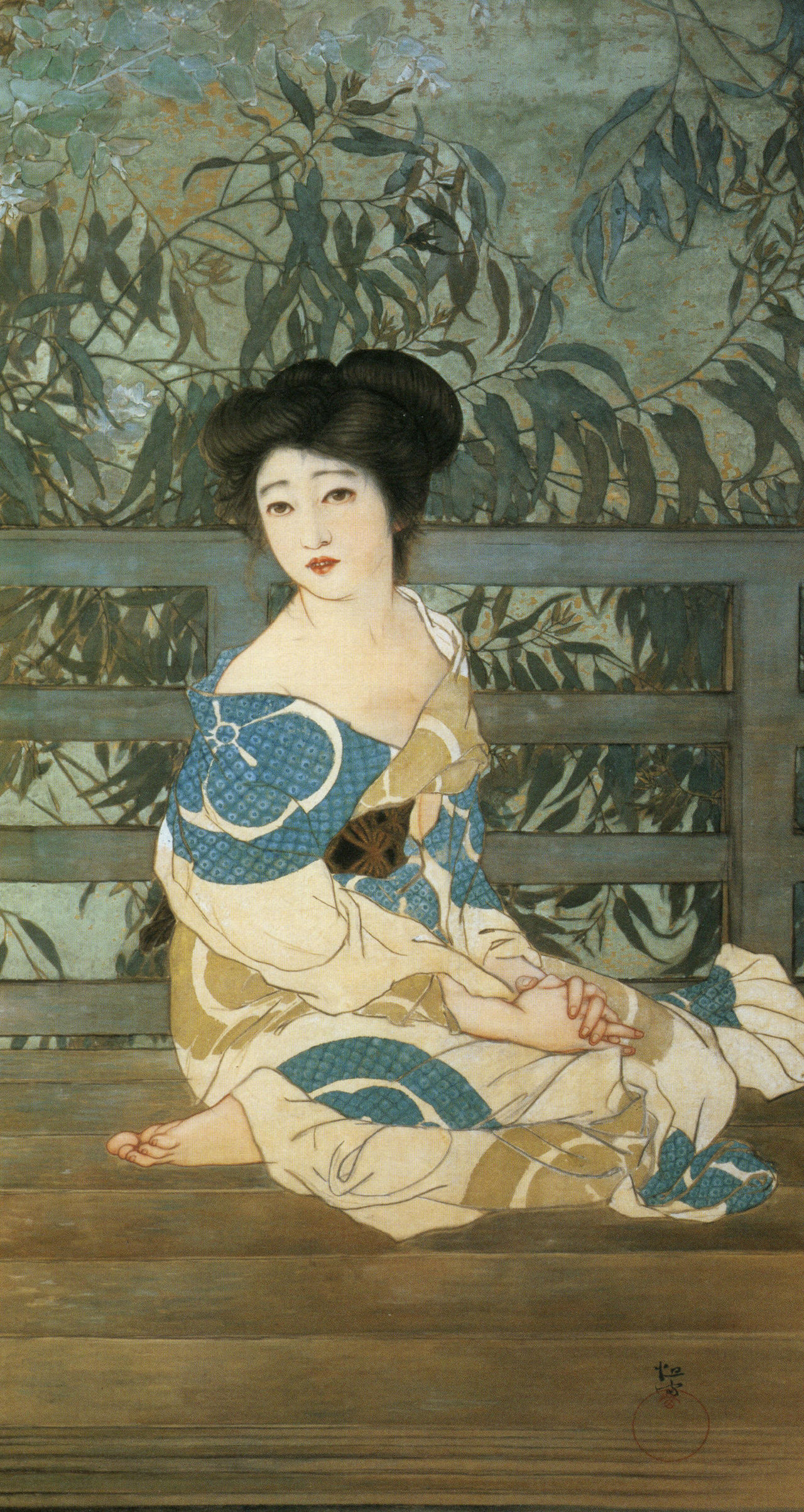
「浴後」1912年

展覧会への初出品作とされる「揚げひばり」で三等一席を受賞、明治43年（1910年）の第4回文部省美術展覧会（文展）で「すだく虫」が初入選して注目された。明治44年（1911年）の第11回巽画会展に出品した「賃仕事」が三等銅賞、同年の第5回文展では「日照雨（そばえ）」が3等賞を受け、日本画家として全国的に名を知られることとなった。この頃の恒富は京都の画家からそのアールヌーボー風の頽廃美を「画壇の悪魔派」と評されている。1912年（明治45年）7月の現代名家風俗画展（会場は高島屋呉服店）には「浴後」（京都市美術館蔵）を発表、関西弁の響きを思わせる丸みを帯びた造形と、背後にさまざまな物語を連想させる濃厚な情感、克明な描写、そしてそれらが生み出す頽廃的な雰囲気が特徴の「恒富風美人画」が確立され、人気画家への仲間入りを果たした。

### 文展から院展へ
| 「暖か」1915年（左）と「鏡の前」1915年第2回院展入選作（右）。両作は本来は一つの作品で色彩も対をなしていた。 |  | 「暖か」1915年（左）と「鏡の前」1915年第2回院展入選作（右）。両作は本来は一つの作品で色彩も対をなしていた。 |
| 「暖か」1915年（左）と「鏡の前」1915年第2回院展入選作（右）。両作は本来は一つの作品で色彩も対をなしていた。 |  | |

文展入選をきっかけに画家としての地位を築いた北野だが、大正2年（1913年）の第7回文展に出品し心中天網島を描いた「朝露（現在名は「道行」）」（福富太郎コレクション）が落選して以降は、大正3年（1914年）に横山大観、下村観山によって日本美術院展（院展）が再興され、その第1回展に大観から誘いを受けて「願いの糸」（所在不明。木下美術館などに類似作あり）を出品する。「願いの糸」ではその色彩に対して「真っ赤な真っ赤な朱ではない、大阪人のよく使うほんとうの赤の色」を用いたと評された。大阪から院展に参加したのは恒富のみであった。同年には画塾「白耀社」を創設した。文展への出品は大正4年（1915年）の褒状受賞作「暖か」（滋賀県立近代美術館蔵）が最後となり、大正6年（1917年）には院展の同人となった。恒富は情緒濃厚な美人画によってその特異的な存在で更に知られるようになる。
この後は院展出品に力を入れるようになり、大正10年（1921年）の再興第8回院展に「茶々殿」（大阪府立中之島図書館蔵）、昭和3年（1928年）の第15回展に「宵宮の雨」（大阪市立美術館蔵）、昭和5年（1930年）の第17回展の「阿波踊」（所在不明。徳島城博物館や山形美術館などに類似作あり）、昭和6年（1931年）の第18回展に「宝恵籠」（所在不明。大阪府立中之島図書館などに同構図作あり）、昭和10年（1935年）院展で無鑑査指定を受け、昭和14年（1939年）の第26回展に「星（夕空）」（大阪市立美術館蔵）を出展するなど、昭和21年（1946年）の第31回展まで、ほぼ毎年出品が続けられ、創作の大きな柱となった。このころになると、画風もかつての濃密なそれにかわり、清澄で簡潔、優美なものへと変貌した。この間にはこれらと並行して、大阪美術院の1917年の第3回展に「風」（広島県立美術館蔵）、翌1918年の第4回展に「紅葉狩」（個人蔵）、昭和11年（1936年）の改組第1回帝国美術院展に「いとさんこいさん」（京都市美術館蔵）、昭和17年（1942年）には日本画家報国会軍用機献納画展覧会に「関取」（東京国立近代美術館蔵）、昭和18年（1943年）の関西邦画展に「夜桜」（大阪市立美術館蔵）、再興第30回院展に「薊」を出品する。また昭和9年（1934年）には聖徳記念絵画館の壁画「御深會木」を制作した。

### 大阪画壇のリーダー

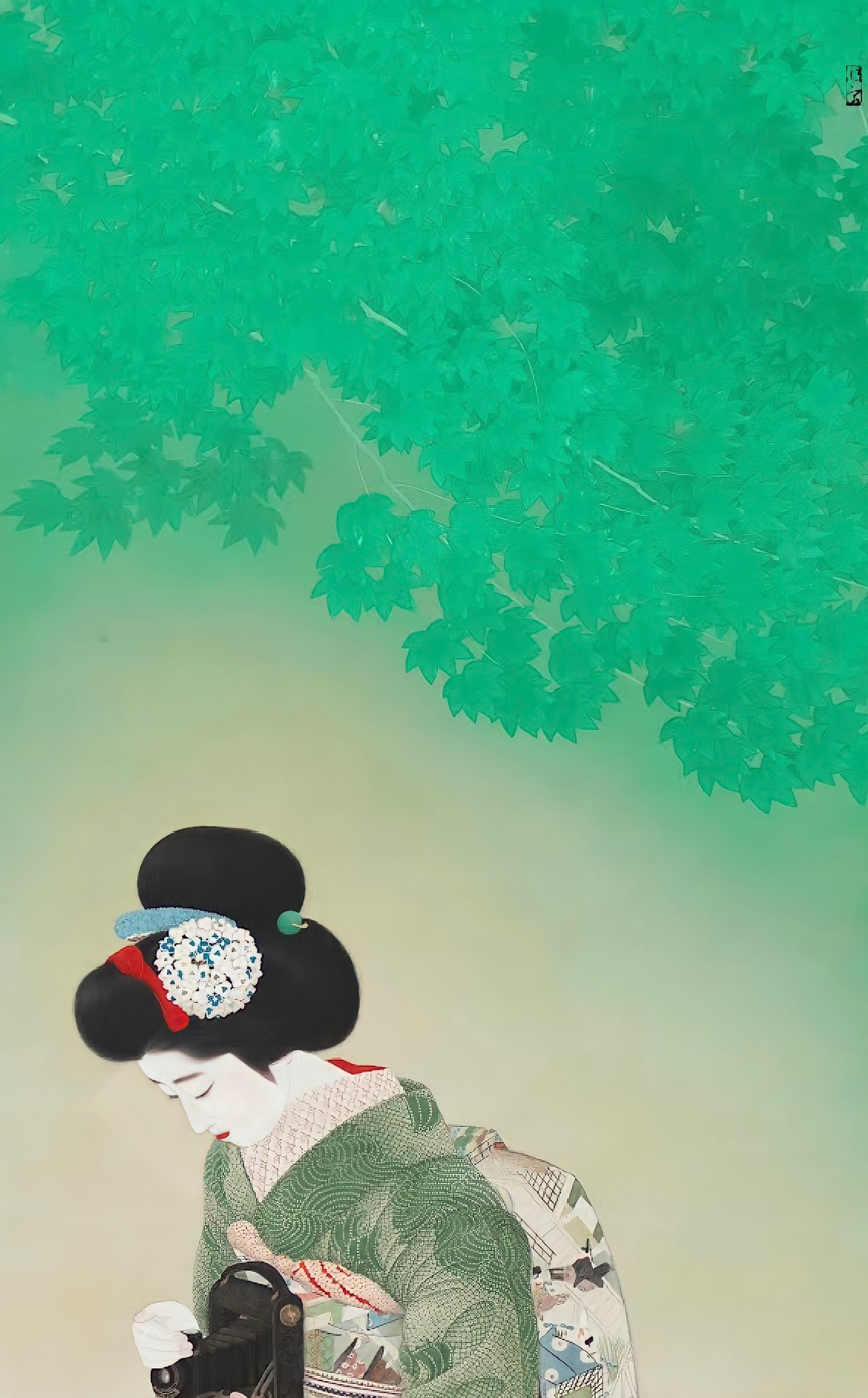
「戯れ」1929年

こうした創作活動のかたわら、1912年（大正元年）8月に野田九浦、菅楯彦、上島鳳山らと大正美術会、大正4年（1915年）には大阪美術協会、大正7年（1918年）には水田竹圃らと大阪茶話会を設立して大阪画壇の再編に奔走したほか、画塾「白燿社」を主宰して不二木阿古、中村貞以、樋口富麿、生田花朝女ら多くの門下生を育てたほか、大正末年には徳島で南海画塾も設立した。他方、大正7年（1918年）に浮世絵と同じ技法による新版画「廓の春秋」を青果堂（中島重太郎）から出版、大正13年（1924年）に「新浮世絵美人合 三月 口べに」を発表、また、大正14年（1925年）に根津清太郎という版元から「鷺娘」などを出版し、浪速情緒にあふれた木版画を残している。島成園を少女時代から指導し、大正14年（1925年）に木谷千種、松本華羊、星野更園、三露千鈴らを会員として結成された創作グループ「向日会」の顧問に就任するなど、大正、昭和初期の大阪で活躍した女性画家たちを積極的に指導、後援し、終戦後の昭和21年（1946年）に大阪市立美術館に絵画研究所が併設されると、日本画講師として招かれるなど、大阪画壇のリーダー的存在として重きをなした。昭和22年（1947年）5月20日に当時在住していた大阪府中河内郡三野郷村字玉井（現在の東大阪市、八尾市の一部）の自宅で心臓麻痺のため急逝した。戒名は「天真院釈幽玄恒富居士」。墓は奈良市富雄の霊山寺で、故郷金沢にも分骨された。昭和34年（1959年）の十三回忌の際には、大阪市中央区高津宮に恒富の筆塚『恒富庵』が建立された（書は河東碧梧桐）。平成元年（1989年）の切手趣味週間には彼の作品「阿波踊」をデザインした切手が発行された。

## ひととなり
北野の門弟の一人である女性日本画家四夷星乃は、北野の葬儀で読んだ弔辞の中で彼の人間性を「常日頃の先生の人格と作風をしたひて集ふ弟子たちの、出品画には自ら筆をとりて御なほし下され、發表の日には夜の更くる迄も共に入選を案じ下さる先生でございました。一度藝道の話となるや時の過ぐるも忘れ熱中いたされました」と表現している。
長男の北野以悦も日本画家。恒富は一方でいわゆる艶福家でもあり、孫娘・北野悦子が「祖父・恒富の思いで」（『太陽』美人画シリーズ第4巻、昭和57年11月刊）のなかで語っているところによれば、彼女の幼少期、家には「おばあさんと呼ぶ人が三人」いたという。また祇園や宗右衛門町などでの芸妓遊びを好み、一晩遊んだ後にそのままその店に泊り込む「居続け」をすることもしばしばで、息子の北野以悦の結婚式の際もそうした過ごし方をしていたために日時を忘れてしまい、開式の時刻に間に合わず、式では参列者の一人が親代わりをつとめ、北野自身は記念写真の撮影の直前にようやく現れた、とも伝えている。こうした反面読書を好み、特に愛読したのは吉川英治だったという。

## 作品

### 商業用ポスター

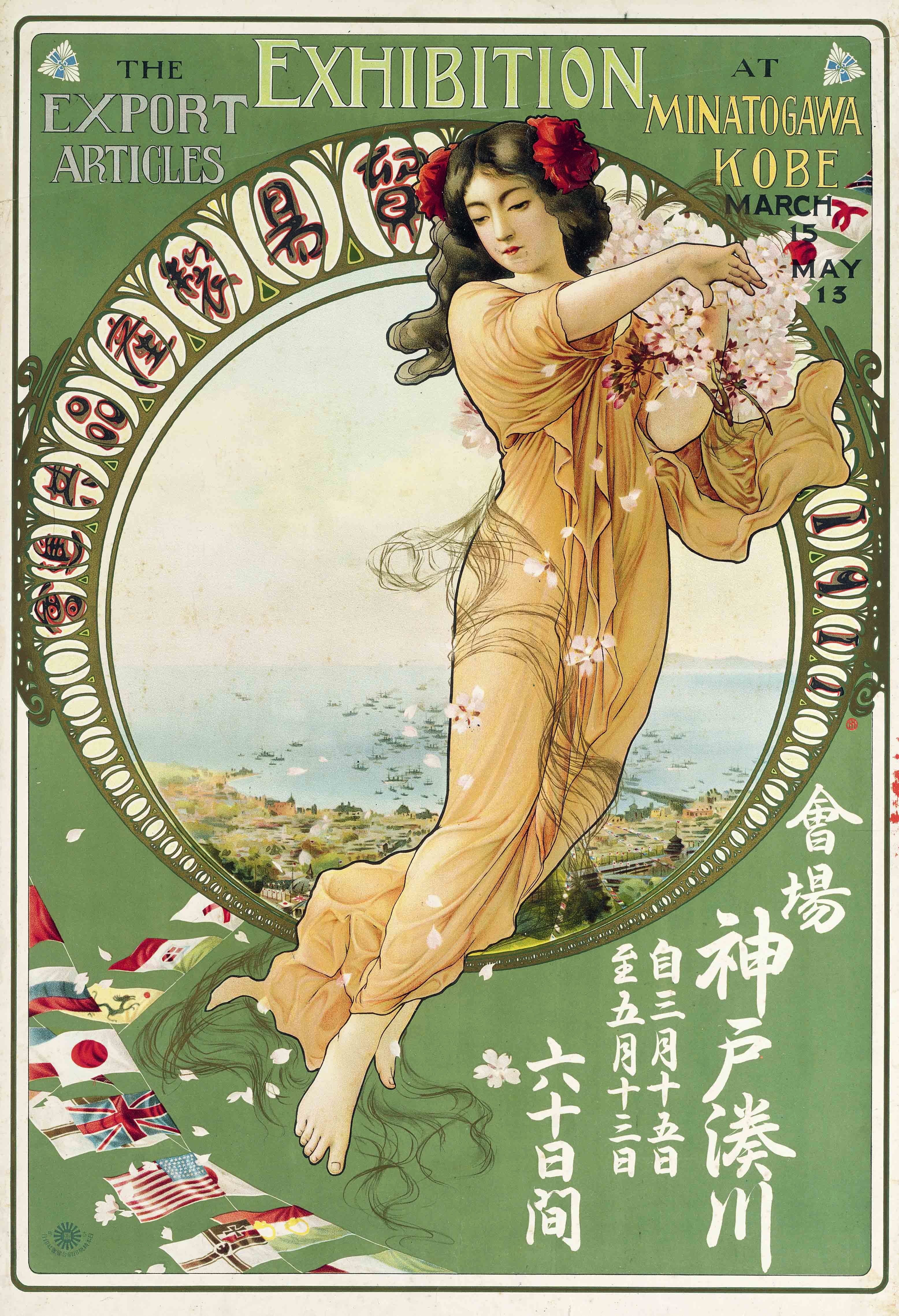
神戸湊川貿易製産品共進会 (明治44年)
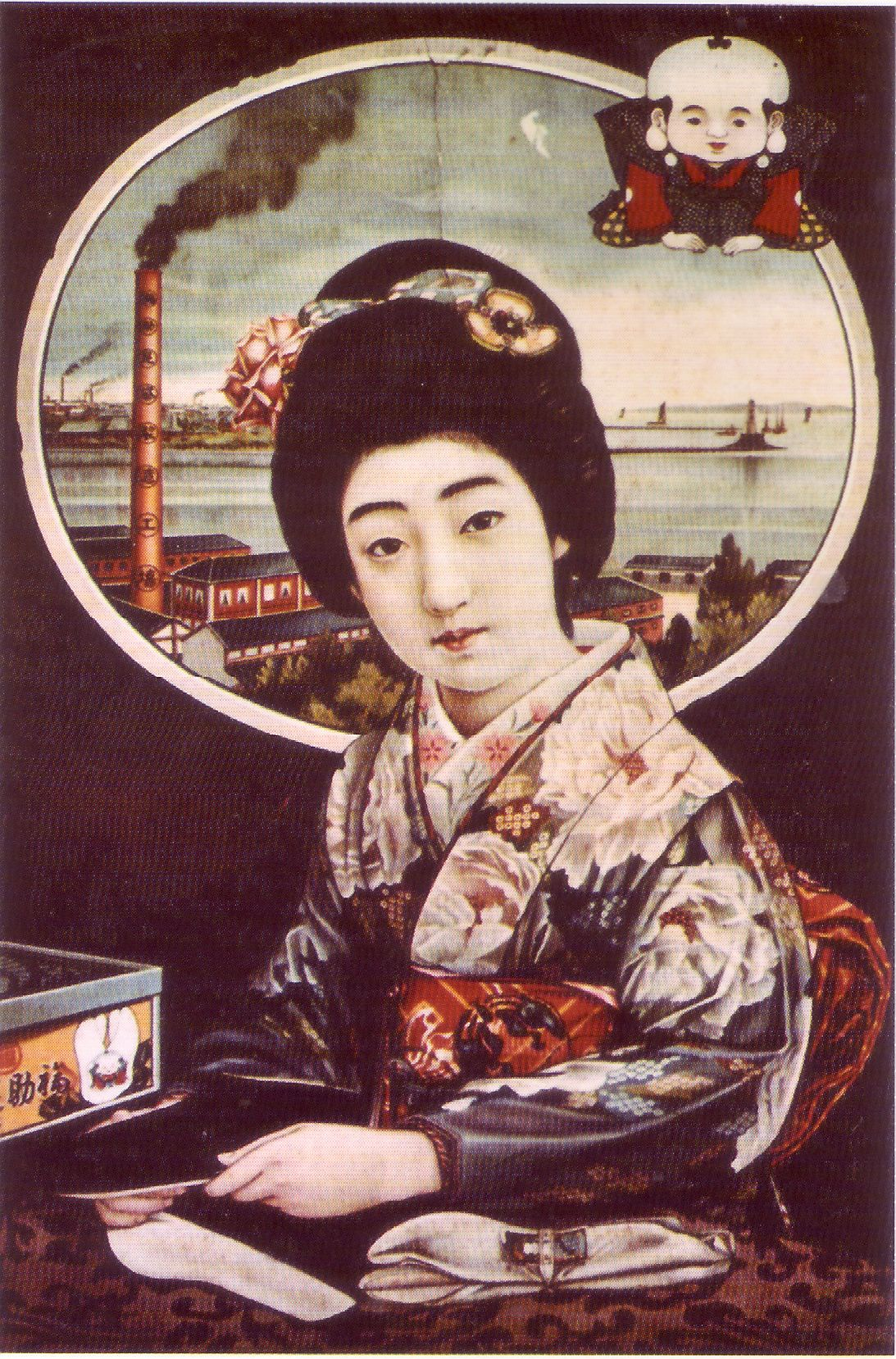
福助 (大正元年)
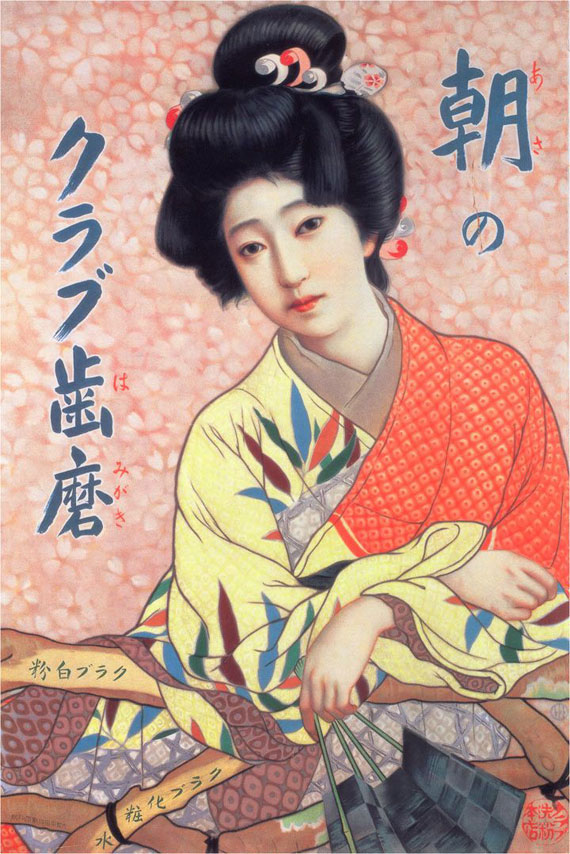
朝のクラブ歯磨 (大正2年)
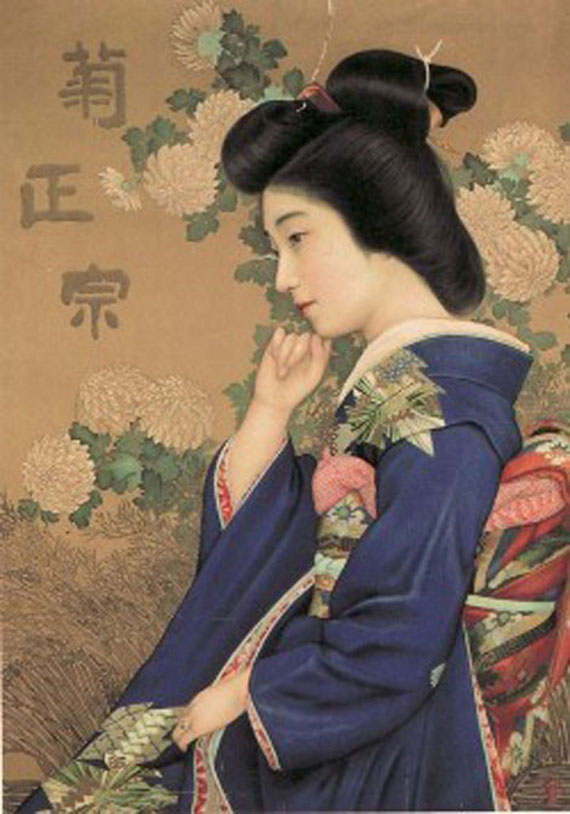
菊正宗(大正4年)
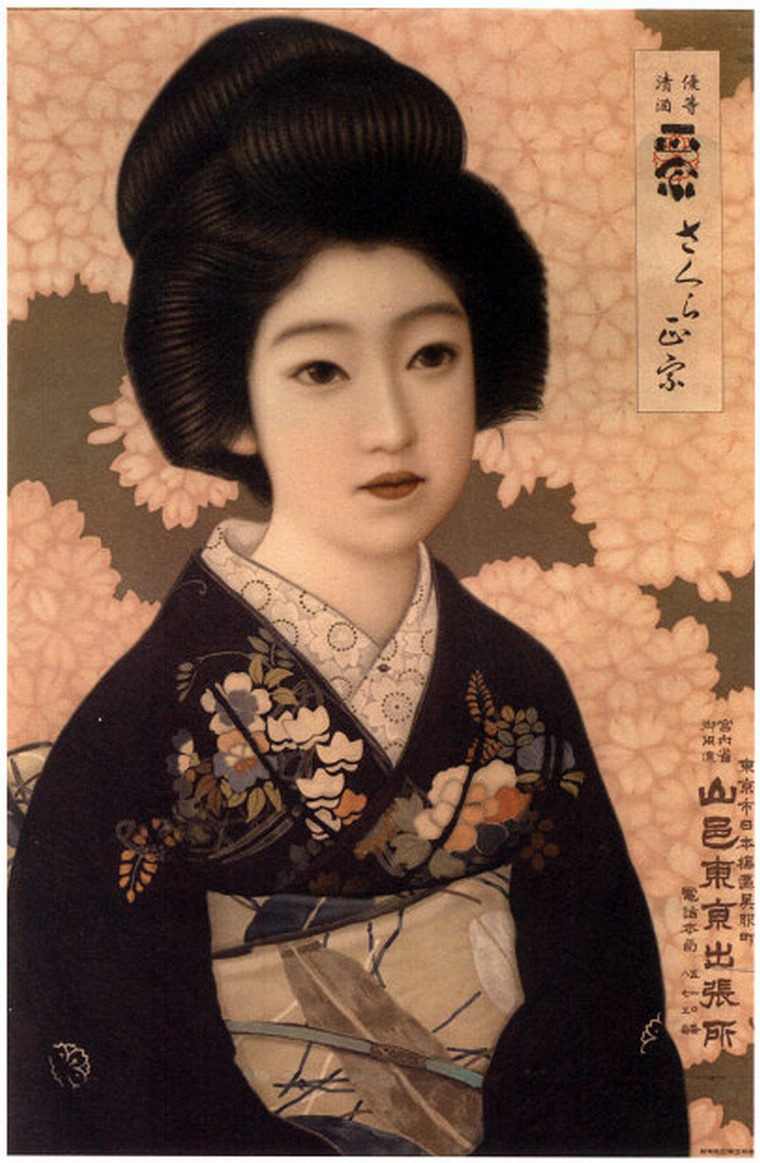
さくら正宗
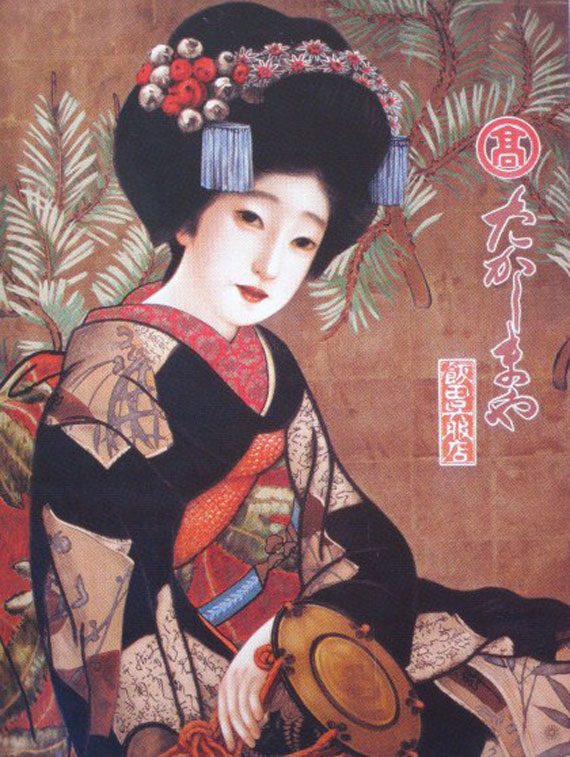
高島屋 (大正5年)

### 木版画
- 「廓の春秋 冬 鏡の前」 大正7年（1918年） 青果堂版 アーサー・М・サックラー・ギャラリー所蔵

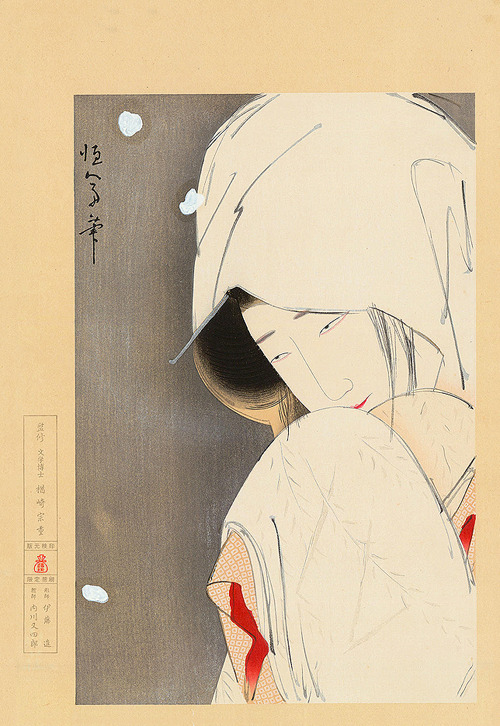
「鷺娘」

- 「鷺娘」 大正14年（1925年） 根津清太郎版（山名良光彫、松野活水摺） 千葉市美術館所蔵
- 「舞妓」 大正14年（1925年）頃 根津清太郎版（山名良光彫、松野活水摺） 千葉市美術館所蔵

### 日本画
- 「燕子花」 絹本着色 個人所蔵 ※1907年ころ
- 「六歌仙」 絹本着色 個人所蔵 ※1907年ころ
- 「羅浮仙」 絹本着色 京都国立近代美術館所蔵 ※大正
- 「願いの糸」 絹本着色 培広庵コレクション ※1914年ころ
- 「暖か」 絹本着色 額1面 滋賀県立近代美術館所蔵 ※1915年
- 「鏡の前」 絹本着色 額1面 滋賀県立近代美術館所蔵 ※1915年
- 「花」 絹本着色 弥生美術館所蔵 ※1920年ころ、美人画
- 「淀君」 絹本着色 大阪中之島美術館所蔵 ※1920年ころ
- 「茶々殿」 絹本着色 大阪中之島図書館所蔵 ※1921年
- 「「東都名所」より宗右衛門町」 絹本着色 東京国立近代美術館所蔵 ※1922年ころ
- 「美人」 絹本着色 耕三寺博物館所蔵 ※昭和初期
- 「娘」 絹本着色 耕三寺博物館所蔵 ※昭和初期
- 「戯れ」 絹本着色 東京国立近代美術館所蔵 ※1929年
- 「阿波踊」 絹本着色 徳島市立徳島城博物館所蔵 ※1930年
- 「いとさんこいさん」 紙本着色 二曲一双 京都市美術館所蔵 ※1936年
- 「関取」 絹本着色 東京国立近代美術館所蔵 ※1942年
- 「真葛庵之蓮月」 紙本着色 1面 京都市美術館所蔵 ※1942年
- 「夜桜」 紙本着色 大阪市立美術館所蔵 ※1943年
- 「納涼美人図」 絹本着色 額1面 城西大学水田美術館所蔵 ※98.5×48.9cm
- 「舞妓図」 絹本着色 奈良県立美術館所蔵
- 「涼み」 絹本着色 大阪中之島美術館所蔵